# ورت آندر لافنیتز
ورت آندر لافنیتز (به آلمانی: Wörth an der Lafnitz) یک منطقهٔ مسکونی در اتریش است که در هارتبرگ فورستنفلد واقع شده‌است. ورت آندر لافنیتز ۱۰٫۹۳ کیلومتر مربع مساحت دارد ۳۳۰ متر بالاتر از سطح دریا واقع شده‌است.